# Nadir

Nadirul este punctul de intersecție dintre verticala observatorului și sfera cerească, situat imediat sub observator. Nadirul este diametral opus zenitului.